# 대한애국부인회
대한애국부인회(大韓愛國婦人會)는 1919년 평양에서 창립된 한국 독립운동단체이다. 1919년 6월 한영신 (韓永信) 이 동지를 규합하여 애국부인회를 조직하였고, 박승일·이성실·손진실·최진석 등도 같은 단체를 조직하여 상하이 임시정부의 원조로 독립운동을 하던 중 11월 2일 여러 부인회가 통합하여 대한애국부인회로 개칭했다. 평양에 본부를 두고 각지에 지부를 두어 독립운동을 전개, 1920년 2차에 걸쳐 군자금 2400원을 임시정부에 보내다 발각되어 모두 체포되고 해체되었다.